# Kostel svatého Štěpána (Kozolupy)
Kostel svatého Štěpána je barokní římskokatolický chrám v obci Kozolupy v okrese Plzeň-sever. Je chráněn jako kulturní památka České republiky.

## Historie
Kostel stojí na místě dřívějšího farního kostela, o kterém je první písemná zmínka z roku 1366. Starý kostel byl pro sešlost zbořen a nový postaven v letech 1777 až 1782. Jde o jednolodní, barokní budovu, s věží na západním průčelí, krytá valbou taškovou; na věži cibule plechová s lucernou a bání.